# شركة يو جي آي

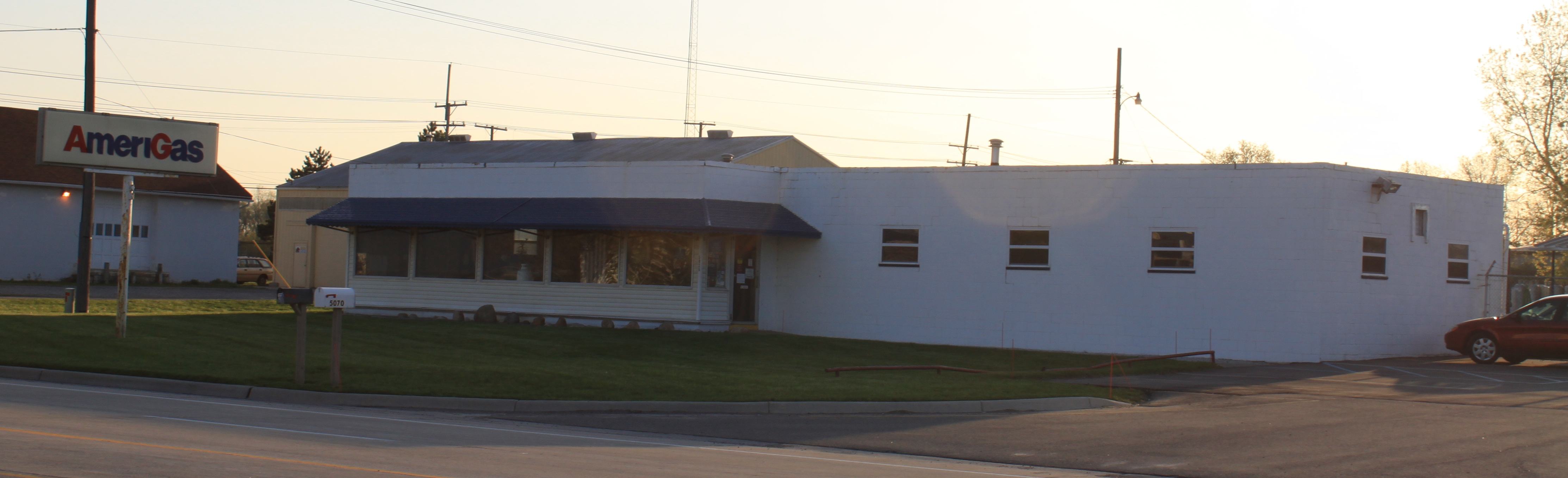
أميريجاس، يبسيلانتي، ميشيغان

شركة يو جي آي (المعروفة سابقًا باسم United Gas الشركة المتحدة لتحسين الغاز . ) هي شركة توزيع الغاز الطبيعي والطاقة الكهربائية ومقرها في كينج أوف بروسيا، بنسلفانيا ، ولها عمليات واسعة النطاق في الولايات المتحدة وأوروبا .
تملك شركة يو جي آي شركة أمريجاز ، أكبر شركة لتسويق البروبان في الولايات المتحدة. كما تملك يو جي آي شركات أفانتيجاز و أفانترجاز و فلاجا في أوروبا.
كما تدير شركة يو جي آي أيضًا أصول نقل وتخزين الغاز الطبيعي بين الولايات وداخلها في منطقة مارسيليس شيل .

## روابط خارجية
- الموقع الرسمي